# Hamed Abdel-Samad

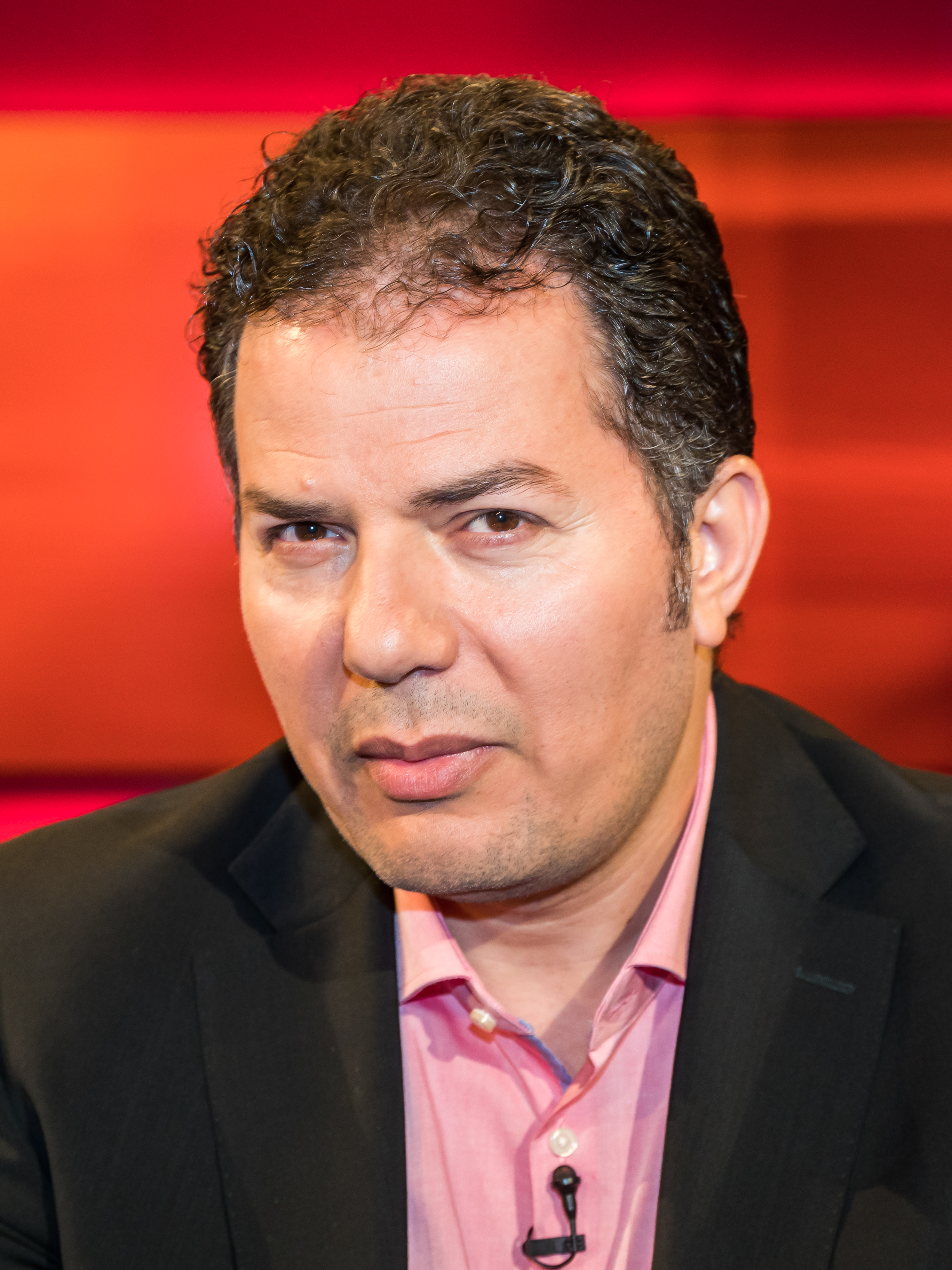
Hamed Abdel-Samad (2018)

Hamed Abdel-Samad (arabisch حامد عبد الصمد, DMG Ḥāmid ʿAbd aṣ-Ṣamad; * 1. Februar 1972 in Gizeh, Ägypten) ist ein ägyptisch-deutscher Politikwissenschaftler und Publizist. Der Öffentlichkeit ist er vor allem als Autor islamkritischer Werke bekannt.

## Leben

### Bis 2010
Abdel-Samad wurde als drittes von fünf Kindern eines sunnitischen Imams in Gizeh bei Kairo geboren. In seiner Autobiografie erwähnt er, im Alter von vier Jahren von einem 15-Jährigen und mit elf Jahren von einer fünfköpfigen Gruppe Jugendlicher auf einem Friedhof vergewaltigt worden zu sein.
Als Student war er Mitglied der radikal-islamischen Muslimbruderschaft.
1995 kam er im Alter von 23 Jahren nach Deutschland. Bald darauf heiratete er eine 18 Jahre ältere „rebellische linke Lehrerin mit Hang zur Mystik“.
Abdel-Samad studierte Englisch und Französisch an der Universität Kairo sowie Politik an der Universität Augsburg und später Japanisch in Japan. Er arbeitete als Wissenschaftler in Erfurt und Braunschweig sowie in Japan, wo er sich für Shintoismus und Buddhismus interessierte. In Japan lernte er seine spätere zweite Ehefrau kennen, deren Vater Däne und deren Mutter Japanerin ist.
Er lehrte und forschte bis Ende 2009 am Institut für Jüdische Geschichte und Kultur der Ludwig-Maximilians-Universität München (Dissertationsthema: „Bild der Juden in ägyptischen Schulbüchern“). Die Dissertation hat er nicht abgeschlossen.

### 2010–2013

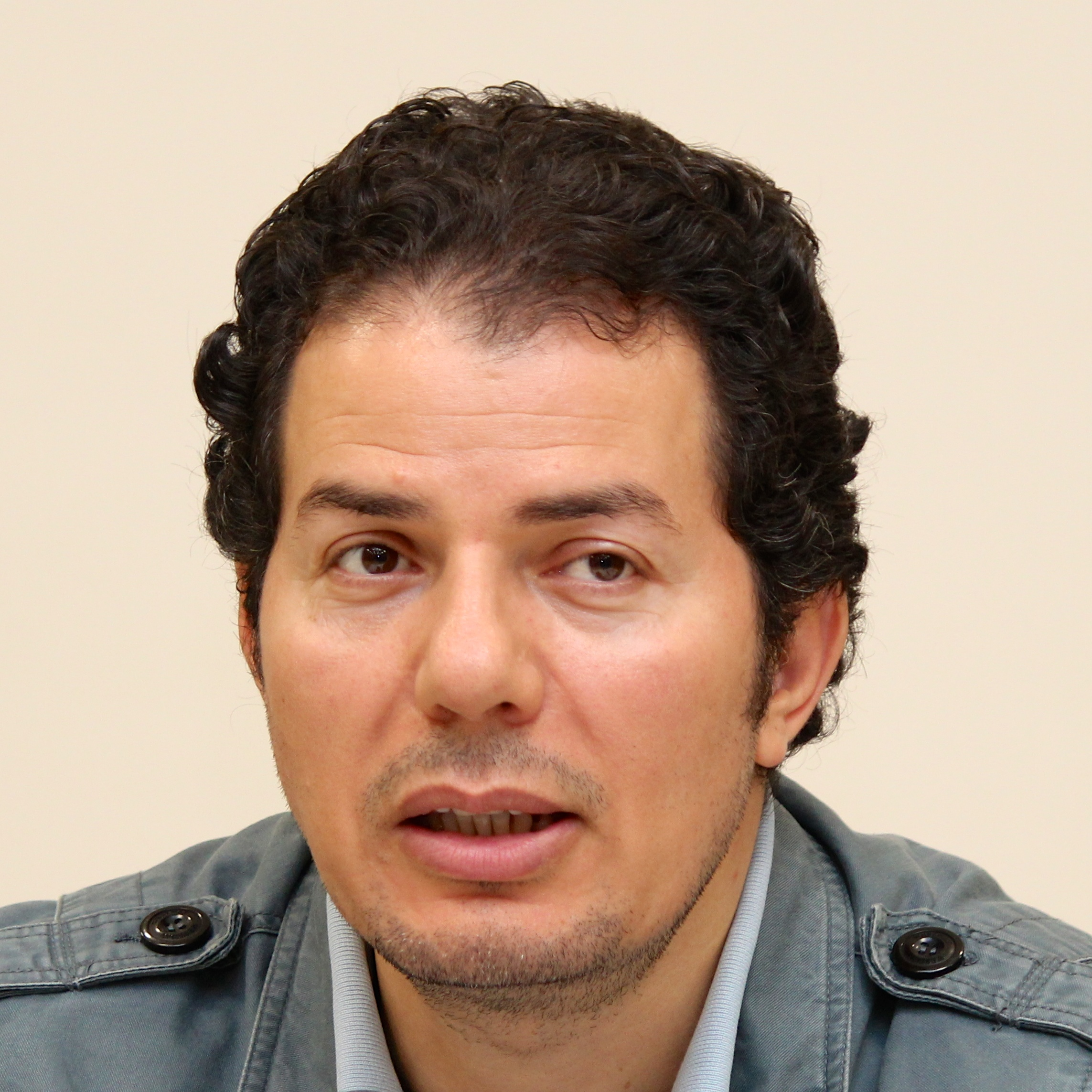
Hamed Abdel-Samad, 2013

Abdel-Samad wurde von 2010 bis 2013 als Teilnehmer der 2. Deutschen Islamkonferenz vom damaligen Bundesinnenminister Thomas de Maizière berufen. Seit November 2011 ist Abdel-Samad im Beirat der Giordano-Bruno-Stiftung. 2013 war er Redner auf der 2. Kritischen Islamkonferenz. Seit September 2015 ist er im Beirat der Raif Badawi Foundation for Freedom.
Nachdem Abdel-Samad am 4. Juni 2013 bei einem Vortrag in Kairo der Muslimbruderschaft explizit „islamischen Faschismus“ vorgeworfen hatte und in aller Deutlichkeit geäußert hatte, „dass dieser Faschismus in der Entstehungsgeschichte des Islams zu begründen“ sei, wurden am nächsten Tag im Internet Mordaufrufe gegen ihn veröffentlicht. Am 7. Juni rief Assem Abdel-Maged, ein Führer der Gamaa Islamija und Verbündeter von Staatspräsident Mohammed Mursi, im ägyptischen Fernsehen zum Mord an Abdel-Samad auf, weil dessen Äußerungen eine Beleidigung des Propheten gewesen seien. Übliche Aufenthaltsorte von Abdel-Samad in Kairo wurden im Internet veröffentlicht. Abdel-Samad forderte Bundeskanzlerin Angela Merkel und Außenminister Guido Westerwelle öffentlich auf, den Mordaufruf schärfstens zu kritisieren und den ägyptischen Präsidenten Mursi aufzufordern, diesen ebenfalls zu verurteilen. Mahmoud Shaaban, Professor an der al-Azhar-Universität in Kairo, wiederholte den Mordaufruf. Abdel-Samad forderte in der Zeitung al-Ahram seinen Schutz durch die ägyptische Justiz. Der Menschenrechtsbeauftragte der Bundesregierung wandte sich über die Süddeutsche Zeitung an die ägyptische Regierung, und das Auswärtige Amt erklärte dem Geschäftsträger der ägyptischen Botschaft, die ägyptische Regierung solle Veröffentlichungen von Mordaufrufen unterbinden. Unterdessen verkündete Assem Abdel-Maged, bei den für den 30. Juni angekündigten Demonstrationen gegen Präsident Mursi seien seine Mitstreiter nicht für Gewalt verantwortlich. Abdel-Samad war derweil in Ägypten untergetaucht und berichtete sowohl von falscher Gleichsetzung der Opposition mit seiner Meinung als auch von der Unterstützung durch Andersdenkende. Weder der Präsident noch die Justiz von Ägypten reagierten auf seine Bedrohung. Schließlich forderte Außenminister Westerwelle über Facebook, die ägyptische Regierung solle gegen die Urheber des Mordaufrufs vorgehen, das Auswärtige Amt sei in direktem Kontakt mit Abdel-Samad und habe ihm konkrete Hilfe angeboten. Als die angekündigten Demonstrationen gegen Präsident Mursi stattfanden, war Abdel-Samad wieder in Deutschland und begann eine Vortragsreise. Am 7. Juli 2013 wurde wegen Straßenschlachten nach der Absetzung Präsident Mursis ein Haftbefehl auf Assem Abdel-Maged ausgestellt, der zum Mord an Abdel-Samad aufgerufen hatte.
Am 24. November 2013 wurde Hamed Abdel-Samad vor dem Al-Azhar-Park in Kairo verschleppt und zwei Tage an einem unbekannten Ort festgehalten.
Die Bundesregierung forderte kurz darauf „schnellstmögliche Aufklärung“ von Ägypten.
Das Auswärtige Amt bestätigte, dass es kurz vor dem Verschwinden Abdel-Samads mit diesem Kontakt hatte. Der Bruder von Abdel-Samad gab an, dieser habe ihm gesagt, er fühle sich verfolgt. Kurz darauf sei Abdel-Samad nicht mehr erreichbar gewesen.
Am 26. November 2013 tauchte Abdel-Samad seinem Bruder zufolge mit Verletzungen an Auge und Kopf wieder auf und begab sich in die Obhut der deutschen Botschaft.
Es stellte sich heraus, dass er nicht durch Gegner aus politischen oder religiösen Gründen, sondern durch Bekannte wegen Geldstreitigkeiten entführt worden war.

### Seit 2014
Am 14. Juli 2014 hatte Abdel-Samad im sozialen Netzwerk Facebook angekündigt, Deutschland nach neunzehn Jahren Aufenthalt zu verlassen. Als Grund nannte er unter anderem, dass Deutschland für Leute wie ihn immer ungemütlicher werde und dass daraus ein nicht mehr auszuhaltender Druck auf ihm lasten würde. Der Eintrag wurde zwar nachträglich gelöscht, doch hatten zahlreiche Blogs und Online-Zeitungen bereits die Meldung verbreitet.
Anlässlich seines Buches Mohamed – Eine Abrechnung hielt er 2015 auf Einladung der Alternative für Deutschland einen Vortrag in Dachau. Im Vorfeld kam es zu Protesten. Ebenfalls trat er im Oktober desselben Jahres bei der AfD-Berlin auf. Samad äußerte sich in einem Interview folgendermaßen zu seinem Auftritt: „Ich bin kein AfD-Mitglied, ich werde die AfD auch in naher Zukunft nicht wählen, weil ich mit der Ausrichtung nicht einverstanden bin. Aber gerade deshalb komme ich ja; gerade deshalb müssen wir miteinander reden. Mit wem sollen wir sonst reden, wenn nicht mit den Leuten, die anderer Meinung sind?“ Im Mai 2015 war er bei einer Diskussionsveranstaltung der FPÖ in Wien zu Gast.
Gemeinsam mit Ahmad Mansour erhielt er im Oktober 2015 die Josef-Neuberger-Medaille für das Engagement gegen Antisemitismus in der islamischen Welt.
2016 wurde aufgrund im Buch getroffener Aussagen gegen ihn eine Strafanzeige wegen Volksverhetzung gestellt, da er Mohammed als „Massenmörder“ bezeichnet hatte. Die durch die Berliner Staatsanwaltschaft durchgeführte Vernehmung wurde von Michael Wolffsohn in der Welt und von Abdel-Samad selbst als unzulässige Einschränkung der Meinungsfreiheit kritisiert. Das Verfahren wurde wenige Monate später eingestellt.
Im September 2017 veröffentlichte Abdel-Samad auf YouTube und Facebook ein Video auf Arabisch, Deutsch und Englisch an Muslime in aller Welt, in dem er junge Muslime davor warnte, sich von Imamen für Selbstmordanschläge instrumentalisieren zu lassen. Die deutsche Ansprache erreichte in zwei Tagen mehr als 200.000, die arabische Ansprache in fünf Tagen über eine Million Zuschauer. Im November 2017 sperrte der Kurznachrichtendienst Twitter kurzzeitig sein Benutzerkonto. Nach seinen Angaben hatten ihn ein algerischer Islamist und dessen Freunde im Netz angegriffen, weil er Bilder und Texte veröffentlicht hatte, denen zufolge der Algerier wegen Gewalt gegen religiöse Minderheiten im Gefängnis gewesen sei und nun in Deutschland Asyl beantragt habe. Facebook habe im Gegensatz zu Twitter nicht reagiert. Abdel-Samad erklärte daraufhin, seit Jahren vor Unterwanderung der sozialen Netzwerke durch Islamisten gewarnt zu haben: „Oft werden Konten von Islamkritikern auf Facebook und Twitter gesperrt und Videos von ihnen auf YouTube gelöscht, während islamistische, antiwestliche und antiisraelische Accounts, die Hass schüren, unangetastet bleiben.“ Grund sei die ideologische Ausrichtung mancher Mitarbeiter dieser Medien, die einen islamischen oder linksliberalen Hintergrund hätten.
Im Herbst 2020 gehörte er zu den Erstunterzeichnern des Appells für freie Debattenräume. Am 11. November 2020 gab Abdel-Samad seinen Rücktritt als Mitglied in der Islamkonferenz in Deutschland bekannt. Allerdings gab es seit 2018 keine festen Mitgliedschaften in der Deutschen Islamkonferenz mehr.

## Positionen
Abdel-Samad ist der Ansicht, dass der Islam spirituelle, politische und juristische Facetten enthalte und als Gesamtkonzept nicht reformierbar sei. Wohl aber könnten Muslime ihr Denken und Handeln reformieren. Er unterstützt die reformatorisch-humanistischen Ansätze des österreichischen Theologen Mouhanad Khorchide. Zugleich wendet er ein, dass Khorchides „humanistische Lesart“ nicht mit weiten Teilen des „authentischen“ Islams vereinbar sei. Muslime sollten nicht über den Islam integriert werden, „sondern über Arbeit, Kultur, Freiheit, die Begeisterung für die Aufklärung und für die Werte der deutschen Gesellschaft.“
Er vertritt die Ansicht, dass Jungenbeschneidung aus rituellen Gründen ein illegitimer Akt sei.
Das im Zuge des Anschlages auf Charlie Hebdo vom ehemaligen Bundespräsidenten Wulff übernommene Bekenntnis der Bundeskanzlerin Merkel, dass der Islam zu Deutschland gehöre, kritisierte Abdel-Samad als hilf- und fantasielos. Rehabilitation von Religion sei nicht Aufgabe von Politikern. Zum Islam gehöre auch die Trennung in Gläubige und Ungläubige und dass Frauen kaum Rechte hätten. Es gebe im Koran, der Sunna und den Hadithen bedenkliche Passagen, auf die sich auch Terroristen beriefen, die zu hinterfragen seien und einer erklärenden Distanzierung bedürften. Der Islam brauche allerdings keinen Martin Luther, sondern Charlie Hebdo.
Er kritisiert auch die Kirchen und deren Einfluss in Deutschland. Es entspreche nicht seinem Verständnis von einem säkularen Staat, dass Kirchen etwa in gesellschaftlichen Entscheidungsgremien säßen. Zudem hätten sie „zu viel Einfluss in Bildung und im Gesundheitswesen“.
Ferner kritisiert er, dass die Kirchen in Deutschland zu sehr auf Dialog mit islamischen Verbänden wie der Türkisch-Islamischen Union der Anstalt für Religion (DITIB) setzten, statt mit den einzelnen Menschen zu sprechen. Denn das Ziel dieses politischen Islam sei nicht Integration; vielmehr verstecke er sich hinter den Kirchen und nutze Grauzonen im Grundgesetz, um seine eigene Infrastruktur aufzubauen. Regierung und Kirchen kritisiert er, sie seien dafür verantwortlich, dass der Islamismus mit dem „Erdoğan-Modell auch in Deutschland Schule machen kann“.
Im April 2025 warf Hamed Abdel-Samad Israel in einem Facebook-Beitrag vor, im Gaza-Streifen einen Völkermord zu begehen. Die Bewohner dort würden seit Monaten „gnadenlos bombardiert“, „wie die Fliegen hin und her gejagt“ und hätten „keine Zeit ihre Toten zu begraben, keine Zeit zu weinen“. Zudem kritisierte Abdel-Samad „die alttestamentarischen Expansionsphantasien von Netanjahu und seiner rechtsradikalen Regierung“. Im gleichen Beitrag bezeichnete er den Terrorangriff der Hamas auf Israel 2023 als „Verbrechen gegen die Menschlichkeit“.

## Werk
Einer breiten Öffentlichkeit wurde Abdel-Samad durch seine Autobiografie Mein Abschied vom Himmel (2009) bekannt. Es sei weder eine Abrechnung mit seiner Kultur noch ein Aufruf zur Glaubensabkehr. Er wolle lediglich die Widersprüche seines Lebens verstehen. Nach der Veröffentlichung in Ägypten sprach eine Gruppe eine Fatwa gegen Abdel-Samad aus. Daraufhin wurde er unter andauernden Polizeischutz gestellt.
Abdel-Samad ist der Meinung, dass nur ein „Islam light“ in Europa eine Zukunft hat, ein Islam ohne Schari’a, Dschihad, Geschlechter-Apartheid, Missionierung und Anspruchsmentalität. Er kritisiert, aus Angst oder aus politischem und wirtschaftlichem Kalkül werde eine Appeasement-Politik gegenüber dem Islam betrieben, während die Ängste der eigenen Bevölkerung (vor dem Islam) aus der politischen Debatte ausgeblendet würden. Dieses Verhalten schlage in der deutschen Bevölkerung in Ressentiments um.
Ab Herbst 2010 unternahm er mit dem Journalisten Henryk M. Broder für die insgesamt 14-teilige TV-Serie „Entweder Broder – Die Deutschland-Safari“ eine über 30.000 km lange Autoreise durch Deutschland mit einem Abstecher nach Dänemark zu einem Besuch bei Kurt Westergaard. Beide erhielten dafür 2012 den Bayerischen Fernsehpreis.
Im Februar 2012 erklärte er nach dem Rücktritt von Christian Wulff seine gemeinsame Kandidatur mit Henryk M. Broder als Doppelspitze für das Amt des Bundespräsidenten. Beide seien „Musterbeispiele für gelungene Integration und für ein multikulturelles Leben“ und noch nie seien „ein Moslem und ein Jude zusammen Präsident eines Landes“ geworden. Die Bundesversammlung kam diesem Vorschlag nicht nach.
Abdel-Samad ist in den deutschen Medien präsent, beispielsweise als Gast in Talkshows und durch Interviews zum Islam. Als ein aus Ägypten stammender Politologe wurde er oft zum Arabischen Frühling befragt.
Während der Revolution in Ägypten Anfang Februar 2011 reiste er zurück in seine Heimat und stellte sich auf die Seite der Protestierenden. Für deutsche Medien stand er während der Berichterstattung als Interviewpartner zur Verfügung. So erwähnte er in den Tagesthemen, dass Hosni Mubarak „kein Stabilitätsfaktor für Ägypten und die Region“ sei. Er hoffe, dass Mubaraks Herrschaft ein Ende finde.
Den Militärputsch in Ägypten 2013 befürwortete er deutlich. Er sagte, die Aktion sei „kein wirklicher Putsch, sondern eine Geiselbefreiungsaktion gewesen“, und bezeichnete stattdessen das vorherige Verhalten Mursis als Putsch gegen die Demokratie.
Das Werk Der islamische Faschismus: Eine Analyse entstand in der Folge des 2013 gehaltenen Vortrags. Abdel-Samad sieht darin neben der übereinstimmenden Entstehungszeit in den 1920er-Jahren inhaltliche Übereinstimmungen zwischen Islamismus und Faschismus. Das Werk wurde innerhalb der Massenmedien breit rezipiert und wurde zum Bestseller.
Seit Juni 2015 veröffentlicht Abdel-Samad einmal wöchentlich seine arabischsprachige YouTube-Sendung Box of Islam. Ferner zählt er zu den regelmäßigen Gastautoren der Achse des Guten.
In seinem im Herbst 2015 erschienenen Werk Mohamed – Eine Abrechnung vertritt Abdel-Samed die Auffassung, Mohammed sei ein gekränkter Außenseiter, krankhafter Tyrann, Narzisst, Paranoiker und Massenmörder gewesen. Das, woran die islamische Welt kranke, könne nur geheilt werden, wenn Muslime sich von den multiplen Krankheiten des Propheten lösen würden: Selbstüberschätzung, Paranoia, Kritikunfähigkeit sowie die Neigung zum Beleidigtsein. Auch das verzerrte Bild Gottes, das zum Vorbild für Despoten geworden sei, müsse infrage gestellt werden. Das Buch war bereits kurz nach Erscheinen ein Bestseller. In der 3Sat-Sendung vom 10. April 2016, Mohammed – Ende eines Tabus? Peter Voß fragt Hamed Abdel-Samad, nahm er nochmals detailliert Stellung dazu.
Sein Buch Aus Liebe zu Deutschland, das im Herbst 2020 erschien, entwickelte sich ebenfalls zum Bestseller und wurde in den Medien, unter anderem in der SZ, Die Welt und SWR, gelobt.
Anfang 2023 veröffentlichte er das Buch Islam: Eine kritische Geschichte. Im Standard wurde es als „kritische, höchst lesenswerte Geschichte des Islams“ besprochen, die „ohne Zorn und Eifer“ verfasst sei. Es wurde in der ZDF-Sendung Forum am Freitag, in der NZZ und im Sender Welt vorgestellt und erreichte den Status als Spiegel-Bestseller Hardcover Sachbücher.

## Rezeption
Der Islamische Faschismus (2014)
Der Historiker Joseph Croitoru äußerte in der Süddeutschen Zeitung, dass Abdel-Samad entweder die Fakten nicht kenne oder sie bewusst unterschlage. Zwar sei es korrekt, dass der Gründer der Muslimbruderschaft Anfang der 1930er-Jahre Hitler und Mussolini bewunderte, jedoch habe er sich – was Abdel-Samad den Lesern vorenthalte – wenige Jahre später zu einem der schärfsten ägyptischen Kritiker von Faschismus und Nationalsozialismus entwickelt. Abdel-Samad überschreite die Grenze zur Demagogie, wenn er den Propheten Muhammad als grausamen Mörder und Vergewaltiger darstelle und Abraham als Faschisten verunglimpfe. Croitoru wundere sich zudem, dass Abdel-Samad von christlicher und jüdischer Seite nicht energisch widersprochen werde.
In der Neue Zürcher Zeitung schrieb Beat Stauffer: „In der Tat gibt es gute Gründe, einzelnen Aspekten von Abdel-Samads Werk mit Skepsis zu begegnen. In vielen Punkten hat sich der Autor mit seinem ambitiösen Projekt wohl in der Tat übernommen, und das Prädikat ‚wissenschaftlich‘ verdient seine Analyse wohl nur beschränkt“. Dennoch gebe das Buch einer Reihe von Vorbehalten zum Trotz wichtige Denkanstöße.

## Kritik
Militärputsch in Ägypten (2013)
2013 bezeichnete Abdel-Samad in der Bild-Zeitung den Militärputsch in Ägypten als „Sieg der Hoffnung“. Nach Einschätzung von Daniel Bax agiere er zudem als inoffizieller Sprecher der Armee und kommentierte das Massaker an Hunderten von Muslimbrüdern mit den Worten: „Der Faschismus wurde auch nicht durch die Politik besiegt.“ Auch ein Todesurteil gegen 500 Muslimbrüder im März 2014 kommentierte er mit: „So schreckt man Terroristen nicht ab.“ Daniel Bax kritisiert diese Aussagen und argumentiert, dass Abdel-Samads Definition von Faschismus eher auf den damaligen General Abdel Fattah al-Sisi zuträfe, den Abdel-Samad jedoch bislang nicht kritisiert habe. Bax schlussfolgert: „Sein Beispiel zeigt, dass manche Kritiker des politischen Islam mit den Fundamentalisten, die sie kritisieren, viel mehr gemein haben, als ihnen bewusst ist.“
Im Sommer 2013 veröffentlichte Abdel-Samad einen Beitrag in der regimenahen Kulturzeitschrift Akhbar al-Adab und schloss sich nach Ansicht des Historikers Joseph Croitoru damit der Propagandakampagne des ägyptischen Militärregimes gegen die Muslimbrüder an. Croitoru zufolge disqualifizieren ihn diese und weitere Äußerungen aus dem „Propaganda-Arsenal des repressiven ägyptischen Militärregimes“.

## Schriften

### Bücher
- Mein Abschied vom Himmel. Aus dem Leben eines Muslims in Deutschland. Fackelträger, 2009, ISBN 978-3-7716-4419-2 (Knaur, 2010: ISBN 978-3-426-78408-2).[79]
- Der Untergang der islamischen Welt. Eine Prognose. Droemer, 2010 (Knaur, 2010: ISBN 978-3-426-78406-8).[80][81]
- mit Henryk M. Broder: Entweder Broder – Die Deutschland-Safari. Albrecht Knaus, 2010, ISBN 978-3-8135-0421-7.
- Krieg oder Frieden: Die arabische Revolution und die Zukunft des Westens. Droemer, 2011, ISBN 978-3-426-27558-0.
- mit Herfried Münkler und Juli Zeh: Was steht zur Wahl?: Über die Zukunft der Politik. Herder, 2013, ISBN 978-3-451-30913-7.
- Der islamische Faschismus: Eine Analyse. Droemer, 2014, ISBN 978-3-426-27627-3.
- Mohamed – Eine Abrechnung. Droemer, 2015, ISBN 978-3-426-27640-2. (Platz 1 der Spiegel-Bestsellerliste vom 10. bis zum 16. Oktober 2015)
- mit Mouhanad Khorchide: Zur Freiheit gehört, den Koran zu kritisieren. Herder, 2016, ISBN 978-3-451-27146-5.
- mit Hans Rath: Ein Araber und ein Deutscher müssen reden. Rowohlt, 2016, ISBN 978-3-499-63198-6.
- Der Koran: Botschaft der Liebe. Botschaft des Hasses. Droemer, 2016, ISBN 978-3-426-27701-0.
- mit Mouhanad Khorchide: Ist der Islam noch zu retten?: Eine Streitschrift in 95 Thesen. Droemer, 2017, ISBN 978-3-426-27734-8.
- Integration: Ein Protokoll des Scheiterns. Droemer, München 2018, ISBN 978-3-426-27739-3.[82]
- Aus Liebe zu Deutschland: Ein Warnruf. dtv, München 2020, ISBN 978-3-423-28247-5. Auszüge bei Google Books.
- Schlacht der Identitäten. 20 Thesen zum Rassismus – und wie wir ihm die Macht nehmen. dtv, München 2021, ISBN 978-3-423-28275-8.
- Islam: Eine kritische Geschichte. dtv, München 2023, ISBN 978-3-423-29041-8.
- Der Preis der Freiheit: Eine Warnung an den Westen. dtv, München 2024, ISBN 978-3-423-28441-7.

### Übersetzungen
- (aus dem Arabischen) Haneen Al-Sayegh: Das unsichtbare Band. dtv, München 2024, ISBN 978-3-423-28398-4.

### TV-Dokumentationen
- Entweder Broder – Die Deutschland-Safari. (mit Henryk M. Broder), ARD 2010/11.
- Entweder Broder – Die Europa-Safari. (mit Henryk M. Broder), ARD 2012.
- Europas Muslime (mit Nazan Gökdemir), ZDF 2016[83]
- Der ewige Antisemit (mit Henryk M. Broder und Leon de Winter, Regie/Produktion: Joachim Schroeder), BR 2017.

### Artikel
- Vom Glauben zum Wissen. In: Neue Zürcher Zeitung, 3. Dezember 2009
- Der Islam hat ein Problem mit sich selbst. In: Die Welt, 29. Januar 2010
- Goodbye, Abraham! In: Jüdische Allgemeine, 23. September 2010
- Verlorenes Alexandria. In: Die Welt, 6. Januar 2011
- Ein Täter ist nicht genug. In: Die Welt, 30. Juli 2011.
- Viel Lärm um nichts. In: Die Welt, 18. August 2011
- Scharia oder Scharia light? In: Die Welt, 3. November 2011
- Das Popcorn der Revolution. In: Welt am Sonntag, 29. Januar 2012
- Meine lieben Muslimbrüder. In: Welt am Sonntag, 30. Dezember 2012
- In der Geiselhaft des Islam. In: Focus, 19. August 2013
- Feind als Vorbild. In: Jüdische Allgemeine, 3. April 2014
- Die neuen Religionskriege. In: Die Zeit, Nr. 39, 2014
- Heuchlerische Funktionäre. In: Die Welt, 6. Oktober 2014
- Erdogan, der einsame Sultan. In: Welt am Sonntag, 7. Dezember 2014
- IS, selbst gemacht. In: Die Welt, 17. Dezember 2014
- Stopp dem Hass: Rezepte gegen Radikalismus. In: Der Kurier, 11. Januar 2015
- Mohammed ließ die Lästerer töten. In: Die Zeit, Nr. 3, 2015
- Über Mohammed lachen lernen. In: Welt am Sonntag, 1. Februar 2015
- Der gefährliche Prophet. In: Die Zeit, Nr. 38, 2015
- Der lange Arm des Islam. In: Die Welt, 26. September 2015
- Wir haben eine richtige Gewaltseuche im Herzen des Islam. – Interview mit Lisa Nimmervoll. In: Der Standard, 25. Oktober 2016

## Privates
Hamed Abdel-Samad ist in dritter Ehe mit der Autorin Haneen Al-Sayegh verheiratet, deren autobiografischen Roman „Das unsichtbare Band“ er aus dem Arabischen übersetzte.

## Auszeichnungen
- 2012: Bayerischer Fernsehpreis für die TV-Dokumentation Entweder Broder – Die Deutschland-Safari (zusammen mit Henryk M. Broder)
- 2015: Josef-Neuberger-Medaille der Jüdischen Gemeinde Düsseldorf (zusammen mit Ahmad Mansour)[84]
- 2021: Internationale Paulusgesellschaft: Am 29. Juni 2021 wurde Hamed Abdel-Samad für sein Werk Aus Liebe zu Deutschland – Ein Warnruf mit dem Kulturpreis 2021 der Internationalen Paulusgesellschaft ausgezeichnet, da es „einen wesentlichen Beitrag zum Fortschritt der Humanisierung der menschlichen Gesellschaft darstellt“, wie der Vorsitzende der IPG Gotthold Hasenhüttl bekannt gab.[85]

## Sonstiges
- Der Asteroid (249010) Abdel-Samad, der zunächst 2007 QE5 oder 2007 QK3 genannt wurde, ist nach Hamed Abdel-Samad benannt.[86]
- In der ARTE-Dokumentation Leben unter Polizeischutz aus dem Jahr 2018 wird gezeigt, wie sich Abdel-Samads Leben nach der ersten Buchveröffentlichung verändert hat.